# Josef Křivánek
Josef Křivánek (5. dubna 1881, Mladá Vožice – 1954) byl jihočeský kamenosochař.

## Život
Narodil se v Mladé Vožici u Tábora. Vystudoval na C.a k. odborné škole sochařsko-kamenické v Hořicích v oddělení pro sochaře. Zde absolvoval v roce 1900 u profesora Antonína Cechnera.

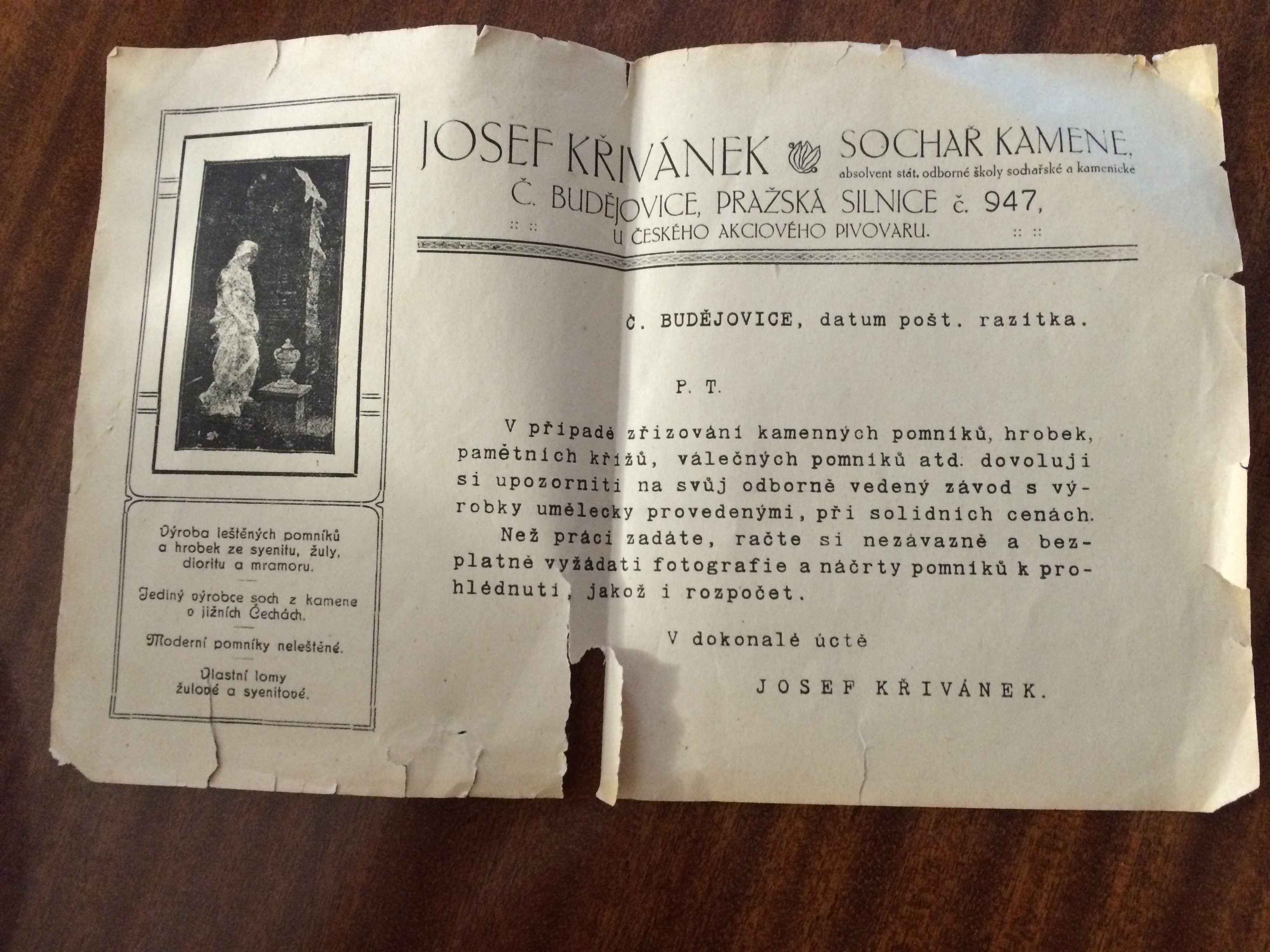
reklamní leták na kamenosochařství

Po vystudování založil v Českých Budějovicích kamenosochařství nedaleko tehdejšího Českého akciového pivovaru – dnešního Budvaru. Dlouhé roky byl jediným výrobcem soch z kamene v jižních Čechách. Vytvořil mnoho soch, z nichž některé se dodnes nacházejí na jihočeských hřbitovech, nejčastěji na hřbitově sv. Otýlie v Českých Budějovicích. Mezi jeho nejznámější díla patří památník souvěrců umučených v nacistických koncentračních táborech a padlých v boji proti nacismu. Vytvoření pískovcového památníku ve tvaru tumby s hebrejskými a českými nápisy zadala Židovská náboženská obec v Českých Budějovicích, navrhla jej architektka Marie Schwarzová. Umístěný je na Židovském hřbitově v Českých Budějovicích.
Dalším jeho významným dílem je pomník padlým v Hůrkách, který připomíná oběti ze čtyř válečných konfliktů (husitské bouře, třicetiletá válka, první a druhá světová válka). Pomník je chráněnou kulturní památkou.